# Dół czaszkowy środkowy
Dół czaszkowy środkowy – zagłębienie w wewnętrznej powierzchni czaszki.
Jest to jeden z trzech dołów czaszki, wyżłobień w wewnętrznej jej powierzchni modelowanych przez jej zawartość. Dodziobowo, a także nieco powyżej odeń (zwłaszcza u przeżuwaczy i świni) leży dół czaszkowy donosowy, z tyłu zaś dół czaszkowy doogonowy.
Środkowy dół czaszki w kierunku przednim sięga bruzdy skrzyżowania wzrokowego. Jego część buduje kość podstawnoklinowa, w środkowym fragmencie której znajduje się siodło tureckie, obejmujące grzbiet siodła oraz leżący do przodu od niego wgłębienie zwane dołem przysadki. Bocznie zaś biegną bruzdy na powierzchniach skrzydeł rzeczonej kości, obserwowane u przeżuwaczy i u świni, a u konia i drapieżnych nawet podwójne. Zmierzają one do otworu oczodołowo-okrągłego. Można wyróżnić bruzdę przyśrodkową oraz boczną. Ta pierwsza dochodzi do szczeliny oczodołowej. Bruzda boczna natomiast koniec swój ma na otworze owalnym. Jeszcze bardziej bocznie znajduje się z kolei dół płata gruszkowatego.
W obrębie środkowego dołu czaszki znajduje się śródmózgowie.